# Brauereigasthof Bucher

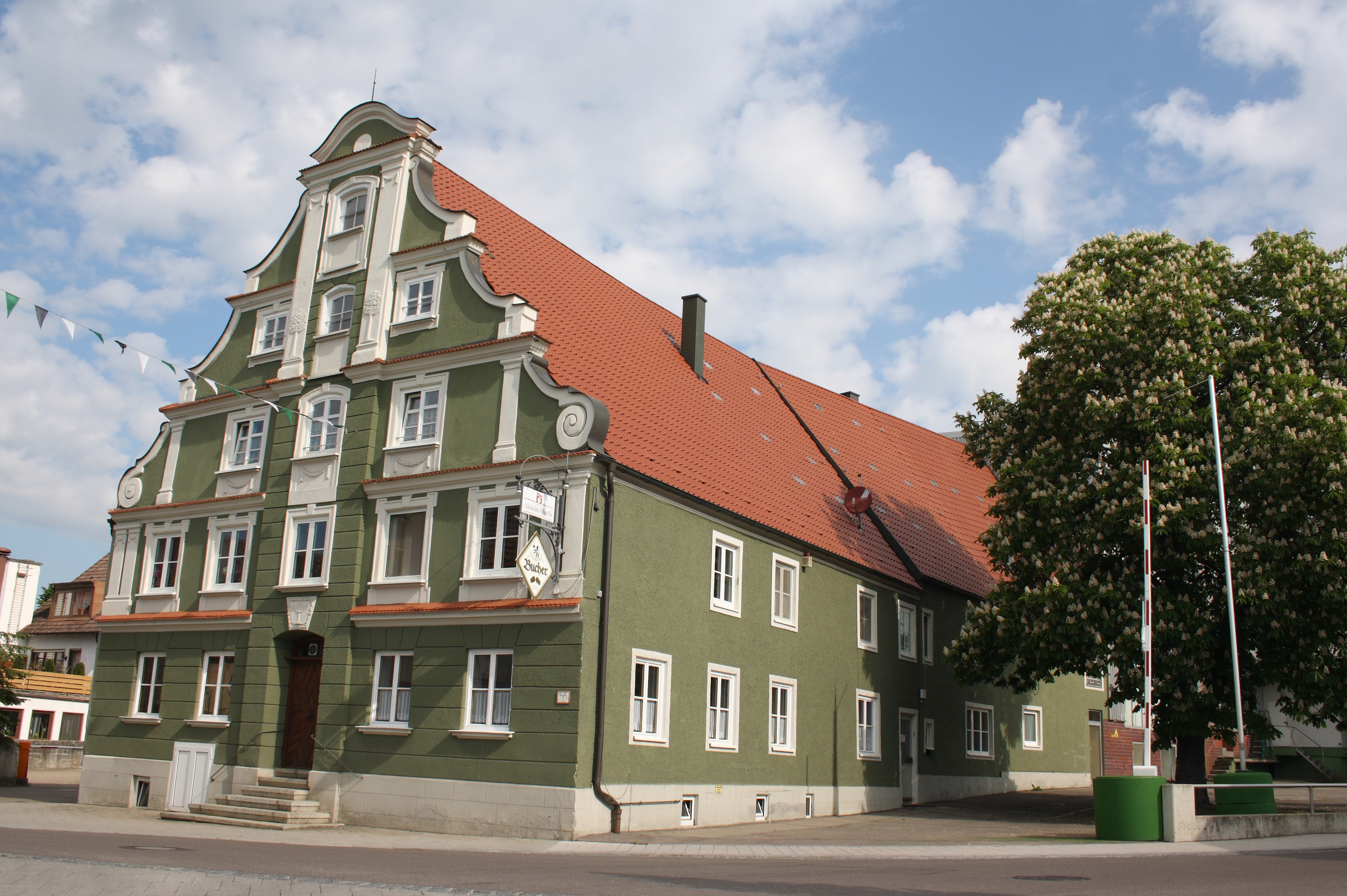
Brauereigasthof Bucher in Gundelfingen

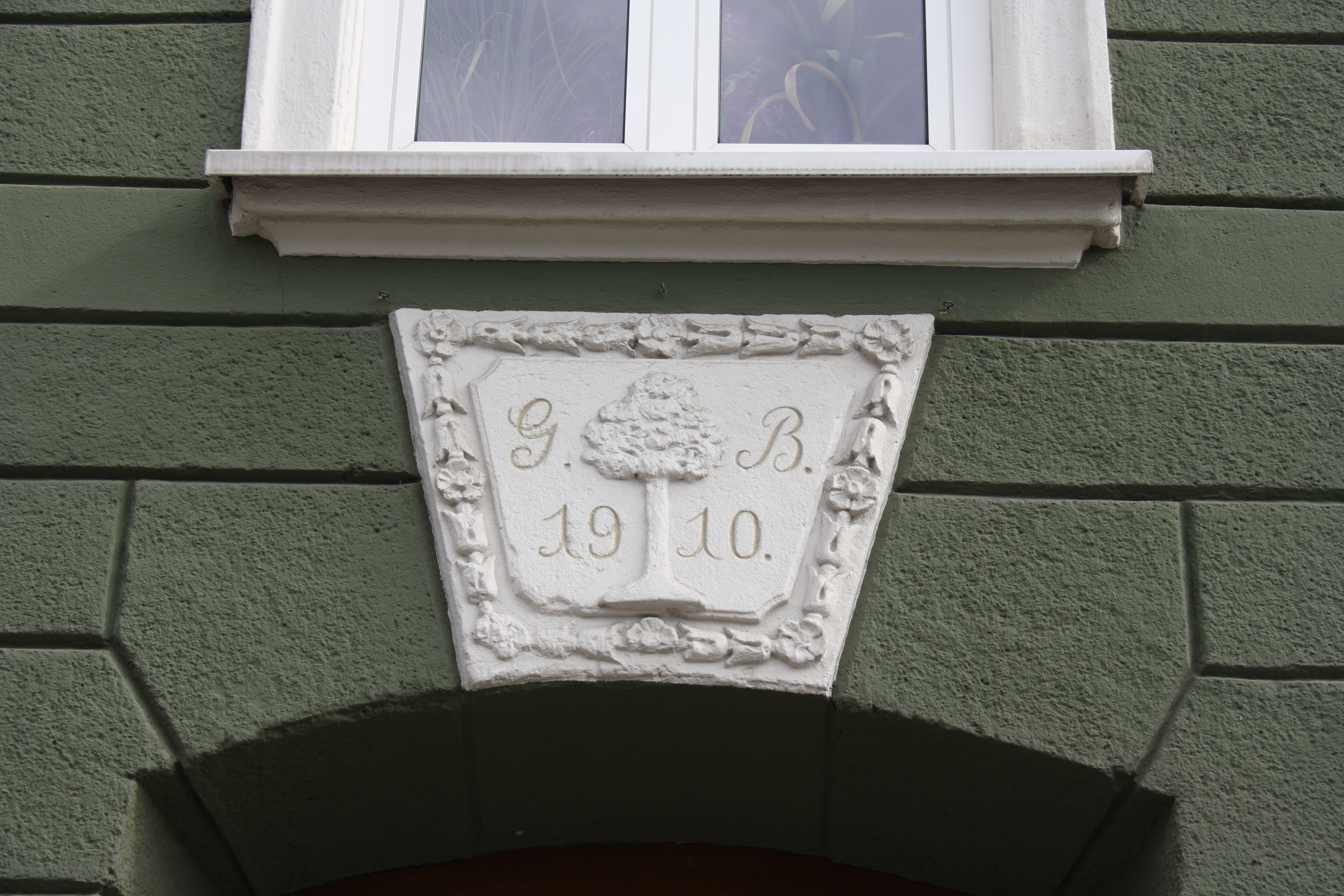
Agraffe mit Initiale und Baujahr 1910 über dem Portal

Der Brauereigasthof Bucher in Gundelfingen an der Donau, einer Stadt im
schwäbischen Landkreis Dillingen an der Donau in Bayern, wurde 1910 errichtet. Das Gebäude mit der Adresse Untere Vorstadt 17 ist ein geschütztes Baudenkmal.
Der zweigeschossige, giebelständige Satteldachbau mit dreigeschossigem Volutengiebel und neubarockem Putzdekor wurde für die Brauereifamilie Bucher errichtet. Über dem Portal sind in einer Agraffe die Initialen G. B. mit der Jahreszahl 1910 zu sehen. Der Baum in der Mitte soll eine Buche darstellen.